# ترپاندر

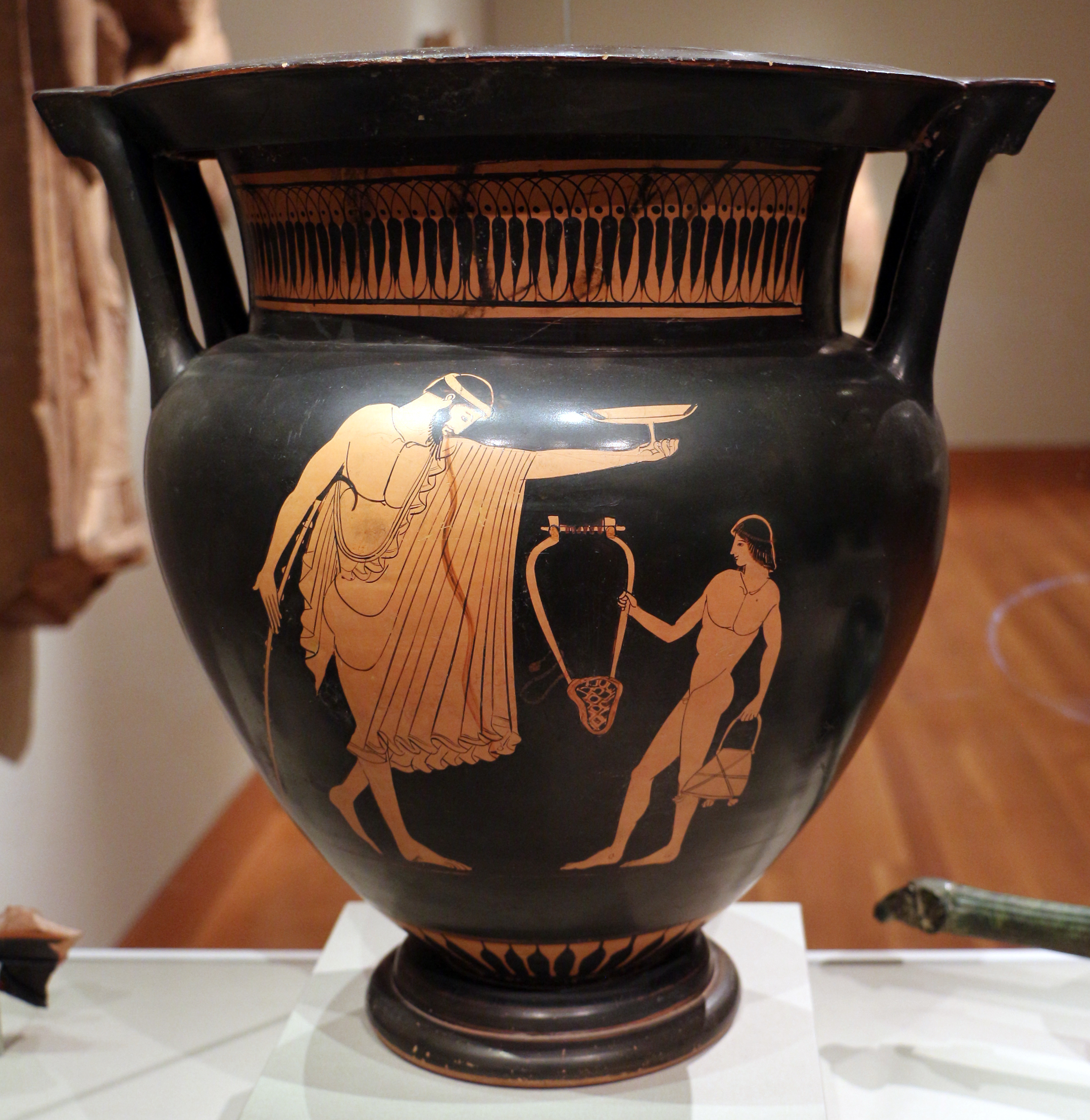
طرحی از ترپاندر

ترپاندر(یونانی: Τέρπανδρος) (انگلیسی: Terpander) از اهالی آنتیسا در لسبوس بود که وی را پدر موسیقی یونانی می‌دانند. او بین سال‌های ۷۱۰ تا ۶۷۰ قبل از میلاد مسیح در آتن برآمد.
ترپاندر در اسپارت قدیم‌ترین مدرسه موسیقی اروپا را بنیان نهاد و سیتار را، که قبلاً هفت سیم داشت با افزودن یک نت به بالای گام و حذف نت سوم از بالا به صورتی که یک هنگام (اکتاو) با حذف یک نت باقی‌ماند اصلاح نمود. وی هنر آواز خواندن با سیتار را پروراند و ترانه‌هایی برای آن نوشت. تاریخ تصنیف‌های دوپاره را می‌توان تا زمان او عقب برد.